# Genetische variatie

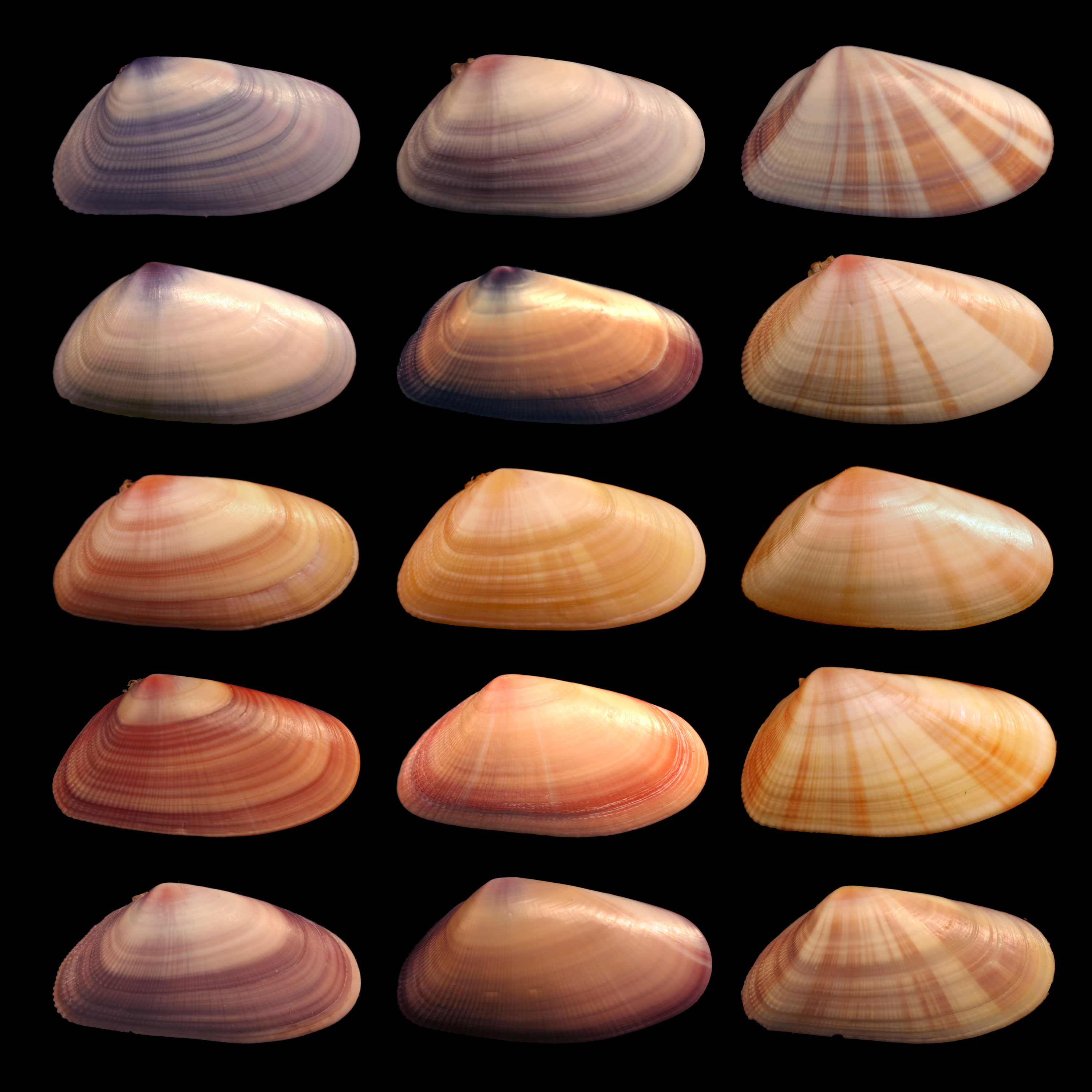
Individuen van de soort Donax variabilis laten variaties in kleuring en patronen zien

Genetische variatie of genetische diversiteit is het bestaan van verschillen (variatie) in het genetisch materiaal tussen de individuen van een populatie of van een hele biologische soort.
Genetisch materiaal is te zien als het recept voor een organisme. (Vaak wordt gezegd dat genen de blauwdruk voor een organisme zijn, maar deze analogie gaat mank, aangezien in een blauwdruk in een oogopslag duidelijk wordt welke vorm het product zal aannemen. Dit is bij het genetisch materiaal niet het geval.) Genetische variatie leidt ertoe dat er binnen een (populatie van een) soort verschillen voorkomen, waardoor ieder individu uniek is. Zelfs eeneiige tweelingen hebben kleine verschillen in hun genetisch materiaal en daardoor kleine uiterlijke verschillen, waardoor ze van elkaar te onderscheiden zijn.

## Verwante begrippen
De totale hoeveelheid verschillende allelen binnen een populatie van een soort is de genenpoel. Statistisch kan bij de opeenvolging van generaties een bepaald allel meer of minder vaak gaan voorkomen, door toeval en zonder dat daar natuurlijke selectie bij komt kijken. Dit proces is genetische drift. Genetische drift kan wiskundig gezien worden als de snelheid waarmee verandering in de genenpoel optreedt.
Als er twee of meer allelen van hetzelfde gen voorkomen in een genenpoel, dan is de populatie voor die eigenschap polymorf. Dit is er bijvoorbeeld de oorzaak van dat er appelbomen zijn met groene en met rode vruchten, terwijl alle bomen tot dezelfde soort behoren. De twee varianten van de eigenschap (in het voorbeeld groene en rode vruchten) zijn fenotypen.

## Oorzaak
Er zijn twee manieren waarop in populaties genetische variatie kan ontstaan. Ten eerste wordt bij geslachtelijke voortplanting het genetisch materiaal van twee ouders gecombineerd, waardoor het genetisch materiaal van het kind slechts voor de helft van elke ouder is overgenomen. Als genoeg verschillende allelen in de genenpoel aanwezig zijn, is er een groot aantal combinaties binnen een populatie mogelijk. Ook kunnen gekoppelde kenmerken (allelen van genen op hetzelfde chromosoom) herschikt worden door crossing-over. Als dit de enige wijze was waarop genetische variatie ontstond, zouden geen nieuwe fenotypen kunnen ontstaan.
Er kunnen echter ook nieuwe variaties in het genetisch materiaal ontstaan door spontane mutaties. Ioniserende straling en mutagentia bevorderen mutaties. Mutatie komt voor in de vorm van recombinatie, transgenese en/of veranderingen van het karyotype (het aantal, de vorm, de rangschikking en de grootte van chromosomen). Of mutaties zich doorzetten in populaties hangt af van het relatieve voordeel dat zo'n mutatie oplevert, bij kleine populaties hangt het mede af van de grootte van de populatie, omdat dan genetische drift een grotere rol kan spelen.
Een vulkanische winter zoals de Toba-catastrofe kan de oorzaak zijn van een populatieflessenhals - een sterke afname van de populatie van een soort, onmiddellijk gevolgd door een periode van grote genetische divergentie onder de overlevenden. Dergelijke evolutionaire veranderingen treden inderdaad veel sneller op in kleine populaties (genetische drift). De Toba-uitbarsting heeft de menselijke populatie mogelijk teruggebracht tot 15.000 à 40.000 individuen of zelfs minder.

## Belang voor biologische evolutie
Dankzij genetische variatie komen binnen een soort verschillende versies van een bepaalde eigenschap voor (bijvoorbeeld blauwe naast bruine ogen bij mensen). In de evolutiebiologie wordt algemeen aanvaard dat populaties met meer genetische variatie grotere overlevingskansen hebben. In de natuur vindt natuurlijke selectie plaats waarbij de individuen met de voordeligste eigenschappen de grootste kans op overleven hebben. Zo zal een haas die sneller kan rennen dan zijn ouders een grotere overlevingskans hebben dan een dier dat juist langzamer rent, omdat het minder snel door een vos gegrepen wordt. De snellere haas heeft daardoor mogelijk een grotere kans op nakomelingen dan de langzamere, maar mogelijk ook een kleinere kans doordat het meer energie verspilt bij het rennen. Het evolutionaire voordeel zit in de optimale mix van vóór- en nadelen. Genetisch materiaal dat voor voordelige eigenschappen zorgt heeft daarom een hogere kans doorgegeven te worden aan de volgende generatie, waardoor uiteindelijk de hele populatie over de voordelige eigenschappen beschikt. De soort is daarmee veranderd: evolutie.
Een voorbeeld van hoe gebrek aan genetische variatie kan leiden tot verminderde kans op overleving is de Ierse hongersnood (1845-1850). De genetische variatie binnen de aardappels in Ierland was erg klein, waardoor één schimmel, als veroorzaker van de aardappelziekte, een groot deel van de aardappels kon infecteren en ongeschikt maken voor consumptie. Dit leidde tot voedselschaarste en hongersnood.
De frequentie waarmee een bepaald allel binnen de populatie voorkomt varieert door een aantal oorzaken. De variatie houdt pas op te bestaan als een allel compleet verdwijnt of alle andere allelen binnen de populatie vervangt. Als een gehele populatie hetzelfde allel heeft spreekt men van fixatie.
Nieuwe allelen, en daarmee nieuwe variatie, ontstaan door mutaties in genetisch materiaal, migratie tussen verschillende populaties (genmigratie) en het verdelen van genen bij geslachtelijke voortplanting. Variatie kan bij sommige organismen echter ook ontstaan door de uitwisseling van genen tussen verschillende soorten, zoals bij bacteriën door horizontale genoverdracht of bij planten door hybridisatie. Ondanks dat deze processen continu voor nieuwe variatie zorgen, hebben de individuen binnen een soort het grootste gedeelte van hun genen gemeen. Desondanks kunnen ook relatief kleine verschillen in genotype voor grote verschillen in fenotype zorgen: chimpansees en mensen hebben bijvoorbeeld voor ongeveer 95% hetzelfde genoom.

### Mutatie
Mutaties zijn willekeurig plaatsvindende veranderingen in het genoom en/of in de chromosomen, te weten puntmutaties (basensubstituties en frameshiftmutaties), segmentmutaties (deleties, inversies, duplicaties, translocaties en inserties) en ploïdiemutaties.
Mutaties zijn vaak veranderingen in de DNA-sequentie, die worden veroorzaakt door fouten tijdens de meiose of DNA-replicatie (copynumbervariaties), straling van buitenaf, virussen, springende genen of mutagenen. Als binnen een gen een mutatie plaatsvindt kan het genotype van het organisme veranderen. De meeste eigenschappen worden echter door een combinatie van genen bepaald (zogenaamde polygene erfelijkheid) waardoor een mutatie van één gen niet altijd invloed zal hebben.
Onderzoek aan fruitvliegen (Drosophila melanogaster) wijst uit dat ongeveer 70% van alle mutaties schadelijk zijn, terwijl de rest onschadelijk is of zelfs een licht positief effect hebben. Om de DNA-schade die mutaties kunnen veroorzaken tegen te gaan werken DNA-herstelmechanismen die mutaties weer verwijderen. De snelheid waarmee veranderingen blijvend in het genetisch materiaal terechtkomen is daarom een evenwicht tussen de mutaties zelf en de herstelmechanismen. Te snelle opeenvolging van mutaties is schadelijk voor het organisme, maar op de lange termijn zijn mutaties juist van voordeel voor de populatie vanwege het in stand houden van de genetische variatie.
Niet-nadelige mutaties worden bij de replicatie van DNA ook meegekopieerd, zodat mutaties zich kunnen verspreiden.

Schematische voorstelling van duplicatie in een chromosoom

De meeste genen kunnen worden ingedeeld in families van genen, die bepaalde overeenkomsten (homologieën) hebben. Een belangrijk proces bij het ontstaan van nieuwe genen is duplicatie van stukken DNA, waarbij een gen twee maal in het chromosoom terechtkomt. Nieuwe genen ontstaan of door duplicatie en mutatie van een gen, of door het samenvoegen van gedeelten van genen, waarbij nieuwe combinaties ontstaan. Zo wordt het registreren van licht door het menselijk oog geregeld door vier genen, die alle vier geëvolueerd zijn uit hetzelfde oorspronkelijke gen.
Ook kan aanpassing van het aantal chromosomen voorkomen. Zo is het menselijke chromosoom 2 ontstaan door een fusie tussen twee chromosomen, die in andere aapachtigen gescheiden gebleven zijn. In de evolutie kan het ontstaan van individuen met een ander aantal chromosomen binnen een populatie ervoor zorgen dat een populatie sneller uit elkaar groeit, een verschillend aantal chromosomen maakt geslachtelijke voortplanting in de meeste gevallen namelijk onmogelijk.
DNA-sequenties die in staat zijn door het genoom te bewegen (springende genen) vormen een belangrijk deel van het genetisch materiaal van dieren en planten, en kunnen een belangrijke rol hebben gespeeld in de evolutie van genomen. Zo zijn er meer dan een miljoen kopieën van de Alu-sequentie aanwezig in het menselijk genoom, deze sequenties zijn inmiddels onmisbaar geworden. Ze hebben bijvoorbeeld een regelende functie gekregen bij het proces van genexpressie. Ook kunnen springende genen terwijl ze door een genoom bewegen voor de deletie of mutatie van genen zorgen, een proces dat de genetische variatie binnen een soort doet toenemen.

### Recombinatie
Genetische recombinatie is het herschikken van erfelijk materiaal. Genetische recombinatie treedt bijvoorbeeld op bij de meiose. Hierbij worden de chromosomen gemixt, waardoor nieuwe combinaties van allelen kunnen ontstaan. Chromosomale mutaties, zoals translocaties, worden soms ook gezien als een vorm van genetische recombinatie. De verschillende vormen van genetische recombinatie vormen een belangrijke bron van erfelijke variatie en spelen daarom een grote rol in mechanistische verklaringen van evolutionaire verschijnselen.
Bij horizontale genoverdracht treedt er dus genetische recombinatie op, waardoor de genetische variatie wordt vergroot. Ongeslachtelijke voortplanting berust enkel op celdeling, waardoor de genetische variatie minder groot is.

## Verhouding tussen genotype en fenotype
Genetische variatie kan worden bestudeerd via het genotype, het fenotype en de combinatie van die twee.
De stabiliteit van een fenotype wordt gemeten als de snelheid waarmee een fenotype verandert per cellulaire generatie. Er is veel variatie in de stabiliteit van verschillende fenotypes. Sommige fenotypen zijn ongevoelig voor veranderingen in het genotype, zo'n fenotype is robuust. Andere fenotypen zijn juist zeer variabel omdat het onderliggende genotype ook zeer variabel is. Wanneer een fenotype een hoge erfelijke variabiliteit heeft, zonder dat daar veranderingen in het genotype aan ten grondslag liggen, dan komt dat door epigenetische factoren.
Veel mutaties zijn schadelijk. Organismen gaan mutaties meestal tegen door reparatiemechanismen van het DNA in de cel. Neutrale mutaties hebben geen invloed op de fitness (overlevingskansen) van een organisme. Sommige wetenschappers gaan ervan uit dat de meerderheid van de bestaande variatie binnen een soort neutraal is. Een zeer beperkt aantal mutaties heeft zelfs positieve invloed op de fitness van een organisme, naar schatting komt zo'n mutatie per genoom eens in de 300 generaties voor.
In het Luria-Delbrückexperiment werd aangetoond dat mutaties toevallig plaatsvinden, onafhankelijk van natuurlijke selectie. Hiermee werd het Lamarckisme (overerving van verworven eigenschappen) verworpen. Recenter onderzoek wijst er echter op dat in bepaalde situaties een organisme de frequentie en de locatie van mutaties kan beïnvloeden. Bacteriën kunnen bijvoorbeeld onder stress meer mutaties toelaten. Ook overerving van verworven eigenschappen is in sommige situaties toch mogelijk, bijvoorbeeld wanneer een virus zijn erfelijk materiaal inbouwt in het DNA van een organisme.
De tijdschaal, waarop genetische variatie plaatsvindt, kan sterk uiteenlopen. Voor sommige veranderingen zijn slechts enkele generaties nodig, voor veranderingen in robuuste fenotypes wordt het aantal benodigde generaties echter geschat op honderden miljoenen tot miljarden.
De opeenhoping van genetische variatie zorgt voor evolutie. Uit recent onderzoek kan geconcludeerd worden, dat genetische variatie niet compleet onvoorspelbaar en ongestuurd plaatsvindt, maar beïnvloed wordt door diverse biologische processen, zoals hierboven beschreven.